# Lelów (gemeente)
De gemeente Lelów is een landgemeente in het Poolse woiwodschap Silezië, in powiat Częstochowski.
De zetel van de gemeente is in Lelów.
Op 30 juni 2004 telde de gemeente 5265 inwoners.

## Oppervlakte gegevens
In 2002 bedroeg de totale oppervlakte van gemeente Lelów 120,81 km², waarvan:
- agrarisch gebied: 65%
- bossen: 26%

De gemeente beslaat 7,95% van de totale oppervlakte van de powiat.

## Demografie
Stand op 30 juni 2004:
| Omschrijving                   | Totaal | Totaal | Vrouwen | Vrouwen | Mannen | Mannen |
| ------------------------------ | ------ | ------ | ------- | ------- | ------ | ------ |
| eenheid                        | aantal | %      | aantal  | %       | aantal | %      |
| inwoners                       | 5265   | 100    | 2617    | 49,7    | 2648   | 50,3   |
| bevolkingsdichtheid (inw./km²) | 43,6   | 43,6   | 21,7    | 21,7    | 21,9   | 21,9   |

In 2002 bedroeg het gemiddelde inkomen per inwoner 1206,74 zł.

## Plaatsen
Biała Wielka, Celiny, Drochlin, Gródek, Konstantynów, Lelów, Lgota Błotna, Lgota Gawronna, Mełchów, Nakło, Paulinów, Podlesie, Posłoda, Skrajniwa, Staromieście, Ślęzany, Turzyn, Zbyczyce.

## Aangrenzende gemeenten
Irządze, Janów, Koniecpol, Niegowa, Przyrów, Szczekociny
- Virtual International Authority File: 301294155